# فهرست شهرهای نیدراسترایش
در زیر شهرهای نیدراسترایش فهرست شده‌اند.
- آتسنبروگ
- آخو
- آربسباخ
- آرتستاتن پوبرینگ
- آرداگر
- آسپانگ مارکت
- آسپانگبرگ زانکت پتر
- آشباخ مارکت
- آشپارن آندر سایا
- آمشتتن
- آنابرگ، اتریش
- آنترزیبن‌برون
- آنتسرسدورف آندر فیشا
- آنتسفلد لیندابرون
- آندلسدورف
- آنسرفرو آلتوایترا
- آنگرن آندر مارش
- آیسگارن
- آیشگرابن
- ابرآیکسدورف
- ابرگاسینگ
- ابسدارف
- ابنتال، اتریش
- ابنفورت
- اتنبرگ، لویر اتریش
- اتندارف، اتریش
- ادرکلا
- ادلیتس (اتریش)
- ارت، اتریش
- ارلوف
- ارنستبرون
- ارنشتهوفن
- اسپانبرگ
- استوکرائو
- اشارتسو
- اشپرهوفن
- اشپیتس، اتریش
- اشپیلرن
- اشتاتس (شهر اتریش)
- اشتاتسندورف
- اشتارتسینگ
- اشتاینکیرشن ام فورست
- اشتتلدورف ام واگرام
- اشتتن، اتریش
- اشتراس ایم اشتراسرتاله
- اشتراسوف آندر نوردبان
- اشترانینگ گرافنبرگ
- اشترنگبرگ
- اشترونسدورف
- اشتوسینگ
- اشراتنبرگ
- اشراتنتال
- اشنباخ
- اشنفتنبرگ، اتریش
- اشنو (شهر اتریش)
- اگرن
- اگسباخ
- اگنبورگ
- اگندورف، اتریش
- الاند
- البرچتس‌برگ ان در گرابن کرمس
- البرندارف ایم پولکاوتال
- التلیچ‌تنوارس
- التلینگباخ
- التملان
- التنمارکت ان در ترایستینگ
- الهارتسبرگ
- الینس‌تستج
- امالیانداراف-الفانگ
- امرسدورف آندر دنو
- انترس‌تینکنبرون
- انتسنرایت
- انسدورف، اتریش
- انگلهارتستتن
- اوام لایتابرگ
- اوبر گرافندورف
- اوبرزایبنرون
- اوبرندورف آندر میک
- اوبروالترسدورف
- اوبرینتسبرگ روست
- اوپونیتس
- اوترتال
- اوتنتال
- اوتنشلاگ
- اود اوینگ
- اوراتسفلد
- اورت آندر دنو
- اورستال
- اولریکسکیریشن شلاینباخ
- ایب آندر دونو
- ایرنفریتس مسرن
- ایسپرتال
- اینتسرشدورف گتسرشدورف
- اینتسرنفلد
- باد فوسلائو
- بادن بی وین
- بارنکوف
- بایدرمانسدورف
- بد ارلاخ
- بد پیراوارت
- بد دویچ آلتنبورگ
- بد فیش برون
- بد گروسپرتهولتس
- بدشنو
- براند ناگلبرگ
- برایتنشتاین، اتریش
- برایتنفورت بای وین
- برایتنو، اتریش
- برگ، اتریش
- برگرن ایم دونکلستانروالد
- برگلند، اتریش
- برند لابن
- برندورف (نیدر اوسترایش)
- برنهاردشتال
- بروک آندر لایتا
- برومبرگ، اتریش
- برون آندر وایلد
- برون ام گبیرگه
- بلومو نویریسهوف
- بلیندن مارک
- بوخباخ (اتریش)
- بورگ وستنهوف
- بورگشلاینیتس کونرینگ
- بوکفلایس
- بوهایمکیرشن
- بهامبرگ
- بیبرباخ (اتریش)
- بیزامبرگ
- بیشوفشتتن
- پارباسدورف
- پایرباخ
- پترونل-کارنونتوم
- پتسنکیرشن
- پرانتسرسدورف
- پرسبوم
- پرسنگبو گوتسدورف
- پرشتولسدورف
- پرلنکیرشن
- پرنرسدورف
- پرنگ
- پرنیتس
- پروتس (شهر اتریش)
- پریگلیتس
- پلاترندورف دوبرمانسدورف
- پوتندورف
- پوتنشتاین، اتریش
- پوخبرگ ام اشنیبرگ
- پوخلارن
- پوخنشتوبن
- پودورف
- پورکرزدورف
- پورگشتال آندر ارلوف
- پوگشتال
- پولا (شهر اتریش)
- پولکو
- پویزدورف
- پیتن، اتریش
- پیلیکسدورف
- پیهرا
- تاتندورف
- تایا، اتریش
- تراتنباخ
- ترانشتاین، اتریش
- ترایزکیرشن
- ترایزن، اتریش
- ترایسمور
- ترزیانفلد
- ترنتیتس
- تروتمانشدورف آندر لایتا
- ترومائو
- تسوتل
- تکسینکتال
- تورنیتز
- تولبینگ
- تولن
- تولنرباخ
- توماسبرگ
- تیسدورف
- دراسنهوفن
- دروس (شهر اتریش)
- دروسندورف زیسرزدورف
- دروسینگ
- دوبرسبرگ
- دورفشتتن
- دورنستاین
- دورنکروت (اتریش)
- دونکلشتاینروالد (شهرداری)
- دویچ واگرام
- دیتمانس
- رابس آندر تایا
- رابنسبورگ
- رابنستاین آندر پایلاخ
- راخ ام هوخگبیرگ
- راستنفلد
- راسدورف (شهر اتریش)
- رامسو، اتریش
- راندگ
- رایزنبرگ
- رایشنو آندر راکس
- رایگلسدورف نایدرابسدورف
- راینسبرگ، اتریش
- راینگرس
- رپوتنستاین
- رتس
- رتسباخ
- رکسندورف
- روپرشت‌شوفن
- روخنوارت
- روزنبورگ مولد
- روساتس آرنسدروف
- روسباخ (شهر اتریش)
- روشیتس
- روهرباخ آندر گولسن
- روهرنباخ
- روهرندورف بای کرمس
- روهرو، اتریش
- زانتندورف
- زانکت آنتون آندر یسنیتس
- زانکت آندرا وردرن
- زانکت آیگد ام نوالد
- زانکت اگیدن ام اشتاینفلد
- زانکت اوسوالد، اتریش
- زانکت برنارد فرونهوفن
- زانکت پانتلون ارلا
- زانکت پتر ایندراو
- زانکت پولتن
- زانکت کرونا ام وخسل
- زانکت گورگن آندر لیس
- زانکت گورگن ام ایبسفلد
- زانکت گورگن ام رایت
- زانکت لئونارد ام فورست
- زانکت لئونارد ام هورنروالد
- زانکت مارتین کارلسباخ
- زانکت مارتین، اتریش
- زانکت مارگارتن آندر زایرنینگ
- زانکت وایت آندر گولسن
- زایتن‌اشتاتن
- زایسلمور ولفاسینگ
- زیبنشتاین
- زیتسندورف آندر اشمیدا
- زیسترسدورف
- زیگموندشربرگ
- سالینگبرگ
- سایبرسدورف
- سایگهارتسکیرشن
- سایلرن
- سلرندورف
- سلفکسینگ
- سلکینگ ماتسلاینشدورف
- سن فالنتین
- سوبرن
- سوس (شهر اتریش)
- سولتس ایم واینوارتل
- سولنو
- سومرین
- سومرینگ، اتریش
- سونتاگبرگ
- سیتسنبرگ رایدلینگ
- سیرسدورف
- سیرندورف
- سیفلد کادولتس
- سیلینگدورف
- شارندورف
- شایبز
- شایبلینگ‌کریشن ترنبرگ
- شراتنباخ
- شرمس
- شوادورف
- شوارتسنباخ آندر پیلاخ
- شوارتسنباخ، اتریش
- شوارتسنو، اتریش
- شوارتسو ام اشتاینفلد
- شوارزو ایم گبریک
- شوت‌واین
- شوخات
- شولاخ
- شونباخ، اتریش
- شونبرگ ام کامپ
- شونبوهل آگسباخ
- شونکیرشن ریرسدورف
- شونو آندر تریستینگ
- شویینگرس
- فافشتاتن
- فافنشلاگ بای وایدهوفن
- فالباخ (اتریش)
- فالکنشتاین، اتریش
- فایسترایتس ام وکسل
- فرانکنفلس
- فرشنیتس
- فساندورف
- فلس ام واگرام
- فلیکسدورف
- فورت آندر تریستینگ
- فورت بای گوتوایگ
- فیتیس، اتریش
- فیشامند
- کاپلن (شهر اتریش)
- کاتسنلسدورف
- کارلستاین آندر تایا
- کارلشتتن
- کاستن بای بوهمکیرشن
- کانتن‌لوتگبن
- کرمس آن در دوناو
- کرنویبورگ
- کرومباخ، اتریش
- کرومنوسبوم
- کرومو ام کامپ
- کرویتال
- کرویتس‌تتن
- کریشتتن
- کلاین پوشلارن
- کلاین نویسیدل
- کلوسترنویبورگ
- کلوسن لئوپولدسدورف
- کلینتسل
- کماتن آندر ایبس
- کوتس پورک
- کوتسن (شهر اتریش)
- کوتینگبرون
- کومبرگ
- کونیگسبرون ام واگرام
- کونیگشتتن
- کیرشبرگ آموالد
- کیرشبرگ آندر پیلاخ
- کیرشبرگ ام واگرام
- کیرشبرگ ام وکسل
- کیرکشلاگ، سواتل
- کیرکشلاگ ایندر بوکلینگن ولت
- کیرنبرگ آندر مانک
- کیلب
- گادن
- گازترن
- گامپولدسکیرخن
- گامینگ، اتریش
- گاوانستال
- گایس‌هوبل
- گبلیتس
- گدرزدورف
- گرابرن
- گراس ام کامپ
- گراس، اتریش
- گراسدورف بای وین
- گرافنباخ زانکت والنتین
- گرافنشلاگ
- گرافنگ
- گرافنورس
- گراماتنویسیدل
- گررسدورف
- گرستن
- گرستن لند
- گروس انتسرسدورف
- گروس انگرسدورف
- گروس زایگهارتس
- گروس شوینبرات
- گروس گرونگس
- گروسبرسدورف
- گروسدایتمانس
- گروسرایدنتال
- گروسروسباخ
- گروس‌شونو
- گروسکروت
- گروسگوتفریتس
- گروسموگل
- گروسوایکرسدورف
- گروسهراس
- گروسهوفن
- گرونباخ ام اشنیبرگ
- گریمنستین
- گفول
- گلوگنیتس
- گلینتسندورف
- گموند، اتریش
- گنادندورف
- گنسرندورف
- گوبیچ
- گوتسندورف آندر لایتا
- گوتلسبرون آربشتال
- گوتنبرون
- گوتنشتاین، اتریش
- گوستلینگ آندر ایبس
- گوفتریتس آندر وایلد
- گولرزدورف
- گولینگ آندر ارلوف
- گونترامسدورف
- گونترسدورف (شهر اتریش)
- گونسلسدورف
- لآ آندر تایا
- لاب ایموالد
- لادندورف
- لاسی
- لاکزنبورگ
- لانتسندورف
- لانزنکیرشن
- لانگشلاگ
- لانگنروهر
- لانگنزرسدورف
- لانگنلویس
- لانگو
- لایبن
- لایتسردورف
- لئوبرسدورف
- لئوبندورف
- لئوپولسدورف
- لئوپولسدورف ایم مارشفلد
- لنگنفلد، اتریش
- لودوایس آیجن
- لوسدورف
- لونتس امزی
- لویش (شهر اتریش)
- لیچو
- لیشتنگ
- لیشتنو ایم والدویرتل
- لیشتنورت
- لیلینفلد
- ماتزندورف هولس
- ماتسن راگندورف
- مارباخ آندر دنو
- مارتینشبرگ
- مارخگ
- مارکت پایستینگ
- مارکرسدورف هایندورف
- مارک‌گرافنویزاید
- ماریا آنتسباخ
- ماریا آنزرسدورف
- ماریا تافرل
- ماریا لاخ ام یورلینگ
- ماریا لانتسندورف
- مانرزدرف آم لایتاگبیرگ
- مانسدورف آندر دنو
- مایزلدورف
- مایسو
- مایلبرگ
- ملک (شهر اتریش)
- منک (شهر اتریش)
- موترن آندر دنو
- مودلینگ
- مورباخ (شهر اتریش)
- مورباد هایباخ
- موسبرون
- موکندورف ویفینگ
- موگندورف (شهر اتریش)
- مولدورف، اتریش
- مونشندورف
- مونیخرایت لایمباخ
- مونیخکیرشن
- میترباخ ام ارلوفزی
- میترندورف آندر فیشا
- میزتلباخ
- میسنباخ، اتریش
- میشلباخ، اتریش
- میشلهوسن
- ناپرزدورف کامرزدورف
- ناچباخ لویپرسباخ
- نایدرهولابرون
- نایدلینگ
- نوسدورف اوسدر ترایزن
- نوشلینگ
- نولنگباخ
- نویدورف بای اشتاتس
- نویستاتل آندر دنو
- نویستیف اینرمانزینگ
- نویسیدل آندر سایا
- نوی‌کیرشن
- نویمارک آندر ایبس
- نویهوفن آندر ایبس
- نیدرلایس
- وارت، اتریش
- وارتمانشتتن
- والپرسباخ
- والدکریشن آندر تایا
- والدگ، اتریش
- والدنشتاین
- والدهوسن
- والسی سندلبورگ
- وانگ، اتریش
- واولسباخ
- وایترا
- وایترزفلد
- وایتن
- وایدمانسفلد
- وایدن آندر مارخ
- وایدهوفن آن در یبس
- وایدهوفن آندر تایا
- وایزلبورگ
- وایزنباخ آندر ترایزتینگ
- وایستراخ
- وایسلبورگ لند
- وایسمات
- وایسنکیرشن آندر پرشلینگ
- وایسنکیرشن ایندر واخو
- وایکرسدورف ام اشتاینفلد
- وایکندورف
- وایلدهوفن آندر تایا لاند
- واینبورگ (شهر اتریش)
- واینتسیرل اموالد
- واینر نویدروف
- واینروالد، اتریش
- وایهدورف
- ورفلاخ
- ولبلینگ
- ولدرسدورف اشتاینبروکل
- ولرسدورف
- ولفپاسینگ
- ولفسباخ، اتریش
- ولفستال
- ولفسگرابن
- ولکرسدورف ایم واینفیرتل
- ولم گوتزندرف
- وورملا
- ویلدندورنباخ
- ویلفرزدورف
- ویلندورف
- ویلهلمسبورگ، اتریش
- ویمپسینگ ایم شوارتساتال
- وینتسندورف موتمانسدورف
- ویندیگستیش
- وینر نویشتات
- وینکلارن، اتریش
- هادرس
- هادرسدورف کامرن
- هارتسوگنبورگ
- هاردگ
- هارمانسدورف
- هارینگزی
- هاسلو ماریا الند
- هافنرباخ
- هاگ، اتریش
- هاگنبرون
- هایدرشهوفن
- هایدن رایکسن
- هایلیگنکراویتس (نیدراسترایش)
- هاینفلد
- هرنسبومگارتن
- هرنشتاین
- هلدنبرگ
- هنرسدورف بای واین
- هوخلایتن
- هوخنویکیرشن گشایت
- هوخ‌ولکرسدورف
- هورم
- هورن (اتریش)
- هوسبرون
- هوسکیرشن
- هوشلایتن
- هوفام لایتابرگ
- هوفامت پریل
- هوفستتن گرونو
- هوفلاین آندر هولن واند
- هوفلینگ
- هوگسدورف (شهر اتریش)
- هوگشلاگ
- هولابرون
- هولنتون، اتریش
- هولنشتاین آندر ایبس
- هوندشایم
- هونو آندر مارش
- هونوارت مولباخ ام منهارتسبرگ
- هونولدشتاین
- هوهنبرگ، جنوب اتریش
- هوهن‌روپرسدورف
- هوهنیش
- هوهواند
- هیرتنبرگ
- هیرشباخ، اتریش
- هیمبرگ
- هینبورگ آندر دنو
- هینتربورهل
- یاپونس
- یایدهوف
- یدنسپایگن
- یودنو بومگارتن
- ییبسیتس